# 东仙坡镇
东仙坡镇，是中华人民共和国河北省保定市涿州市下辖的一个乡镇级行政单位，与北京市房山区琉璃河地区相邻。

## 行政区划
东仙坡镇下辖以下地区：
东仙坡村、王家坟村、中胡良村、上胡良村、西仙坡村、庄户村、西鹿头村、东鹿头村、常店村、挟河村、西扬胡屯村、北务村、上坡村、杜村、兴旺村、尚庄村、青岗村、练庄村、沿家村、林子头村、下胡良村、网户庄村、三步桥村和邸家场村。